# 函数の平均
微分積分学および、特に多変数微分積分学における函数の平均（へいきん、英: mean, average value）は、略式的に言えば函数の定義域に亙って取った値の平均として定義される。
一変数の場合、区間 [a, b] 上の函数 f(x) の平均は {\displaystyle {\bar {f}}={\frac {1}{b-a}}\int _{a}^{b}f(x){\mathit {dx}}} で定義される。これは算術平均を一般化するものである。
幾何平均を一般化することも可能であり、より一般に測度論および確率論においていずれかの種類の平均が重要な役割を持つ。この文脈では、イェンゼンの不等式が函数の算術平均と幾何平均の間の関係を厳に評価するものである。
同様に、函数の調和平均や自乗平均（あるいは自乗平均平方根）なども定義できる。

## 動機付け
有限個の値 y1, y2, …, yn の（算術）平均 y の定義性質は {\textstyle n{\bar {y}}=y_{1}+y_{2}+\dotsb +y_{n}} であったことを思い出そう。すなわち「その値を n 個加えたものが、与えられた n 項 yi の和に等しいこと」として定義される定数がそれら n 項の平均値である。
その類似対応物として、区間 [a, b] 上で定義された函数 f の（算術）平均 f の定義性質として {\displaystyle \int _{a}^{b}{\bar {f}}\,{\mathit {dx}}=\int _{a}^{b}f(x)\,{\mathit {dx}}} を考えるのは自然である。すなわち、f を区間 [a, b] 上で積分したものが [a, b] 上での f の積分値に等しいような定数 f を平均値とする。しかしこのとき、微分積分学の第二基本定理によれば、定数 f の積分は {\displaystyle \int _{a}^{b}{\bar {f}}\,{\mathit {dx}}={\bar {f}}x{\bigr |}_{a}^{b}={\bar {f}}b-{\bar {f}}a=(b-a){\bar {f}}} と求められ、また積分の第一平均値定理によれば、f が開区間 [a, b] で連続ならば、c ∈ (a, b) が存在して {\displaystyle \int _{a}^{b}f(x)\,{\mathit {dx}}=f(c)(b-a)} となることが保証され、この値 f(c) は函数 f(x) の [a, b] における平均値と呼ばれる。そこで f ≔ f(c) と書いて整理すれば、冒頭の定義に至る。

## 定義
多変数の場合、ユークリッド空間の相対コンパクト近傍 U 上での函数 f の（算術）平均は {\displaystyle {\bar {f}}={\frac {1}{\operatorname {Vol} (U)}}\int _{U}f} で定義される。
また、f の幾何平均は {\displaystyle \exp \left({\frac {1}{\operatorname {Vol} (U)}}\int _{U}\log f\right)} と定めればよい。